# Покрівка
Покрівка (до 2009 — Покровка) — село в Україні, у Прилуцькому районі Чернігівської області. Входить до складу Сухополов'янської сільської громади. Населення становить 111 осіб.

## Історія
У 1862 році на хуторі володарському Покрівка було 29 дворів, де жило 166 осіб.
Найдавніше знаходження на мапах — 1869 рік.
У 1911 році на хуторі Покрівка (Брежинщина) була земська школа та жило 387 осіб.
Переважна більшість жителів села Покрівка, яке входить до Нетяжинського старостату Сухополов’янської ОТГ Прилуцького району, — одинокі літні люди, пише Gorod.cn із посиланням на публікацію в газеті «Прилуччина».
Багато людей мають тут реєстрацію, але не проживають. На 2022 рік населення становить 4 особи.
До 2019 року орган місцевого самоврядування — Нетяжинська сільська рада.

## Населення

### Мова
Розподіл населення за рідною мовою за даними перепису 2001 року:
| Мова       | Кількість | Відсоток |
| ---------- | --------- | -------- |
| українська | 104       | 93.69%   |
| російська  | 4         | 3.60%    |
| румунська  | 3         | 2.71%    |
| Усього     | 111       | 100%     |